# Мінський саміт 2006 року
Мінський саміт 2006 року — саміт Співдружності Незалежних Держав у Мінську, Білорусь, 28 листопада 2006 року. Офіційно тематика саміту була зосереджена на «питаннях ефективності та вдосконалення співдружності», таким чином розглядаючи скарги деяких країн-учасниць на те, що СНД стало не більш ніж форумом. Саміт збігся з Ризьким самітом НАТО 2006 року в Латвії.